# Jani Volanen
Pour les articles homonymes, voir Volanen.
Jani Kristian Volanen, né le 1er novembre 1971 à Helsinki (Finlande), est un acteur, scénariste et réalisateur finlandais.

## Biographie
Né à Helsinki en 1971, Jani Volanen exerce le métier d'acteur depuis 1986. il a participé à plus de cinquante productions télévisuelles et cinématographiques et trente productions théâtrales professionnelles. Il crée et réalise également de nombreuses émissions comiques pour la télévision finlandaise. Il est membre du groupe comique Julmahuvi et joue souvent des personnages souffrant de troubles de la personnalité.
Jani Volanen remporte deux fois le prix Jussi du meilleur acteur dans un second rôle (fi) pour ses rôles dans les films Un travail d'homme (2007) et Jättiläinen (The Mine, 2016). En 2020, il écrit le scénario du court métrage The Bouncer (Poke) dans lequel il joue et qui remporte à la 75e édition des Jussi Awards (fi) le prix Jussi du meilleur court métrage (fi),. Jani  Volanen remporte le Venla d'or du meilleur réalisateur, du meilleur scénario et de la meilleure série dramatique pour M/S Romantic (fi) en 2020 ainsi que pour Munkkivuori (Summer of Sorrowi) en 2023,.

## Filmographie partielle

### Comme acteur

#### Au cinéma
- 1999 : An Eye for an Eye (en) (Silmä silmästä) : Sulo Salo, Kalevi Salo
- 2006 : Matti: Hell Is for Heroes (Matti) : Nipa
- 2006 : Saippuaprinssi (en) : Directeur
- 2007 : Un travail d'homme (Miehen työ) : Olli, l'ami de Juha  (prix Jussi)
- 2009 : Fruit défendu (Kielletty hedelmä) : Ilari
- 2012 : Love and Other Troubles (en) (Hulluna Saraan) : Eikka
- 2014 : Schönefeld Boulevard (de) de Sylke Enders : Leif
- 2016 : Jättiläinen (The Mine) d'Aleksi Salmenperä : Pekka Perä  (prix Jussi)
- 2019 : Les chiens ne portent pas de pantalon (Koirat eivät käytä housuja) : Pauli
- 2020 : The Bouncer (Poke) : Nightclub bouncer (court métrage, également scénariste)
- 2022 : Egō (Pahanhautoja) : Le père

#### À la télévision
- 2018 : Deadwind (Karppi, série télévisée) : Usko Bergdahl

### Comme réalisateur

#### Au cinéma
- 2002 : Rumble (fi)

#### À la télévision
- 1998 : Studio Julmahuvi (fi) (série télévisée, 8 épisodes)
- 1999 : Jerico 2000 (fi) (téléfilm)
- 2000-2001 : Julmahuvi esittää [Julmahuvi présente] : Mennen tullen (en) (mini-série télévisée, 4 épisodes)
- 2003 : Ranuan kummit (fi) (série télévisée)
- 2009 : Ihmebantu (fi) (série télévisée, 7 épisodes)
- 2010 : Putous (série télévisée, 8 épisodes)
- 2019 : M/S Romantic (fi) (mini-série télévisée, 4 épisodes)
- 2022 : Munkkivuori (série télévisée, 10 épisodes)

## Récompenses et distinctions
- prix Jussi :
  - 2008 (fi) : prix Jussi du meilleur acteur dans un second rôle (fi)) pour Un travail d'homme (Miehen työ)
  - 2016 (fi) : prix Jussi du meilleur acteur dans un second rôle (fi)) pour Jättiläinen (The Mine)